# Lyrcea Planum
Il Lyrcea Planum è una struttura geologica della superficie di Io.